# NEVER CHANGE (knotlampの曲)
「NEVER CHANGE」（ネヴァー チェンジ）は、knotlampの2枚目の自主制作盤マキシシングルである。

## 収録内容
CD
1. NEVER CHANGE
2. same blow
3. reason